# Jardim da Praça da Armada
O Jardim da Praça da Armada é um jardim em Lisboa. Possui um chafariz construído em 1845 com uma estátua de Netuno ao topo.